# C (動畫)
《C》（全名：[ C ] THE MONEY OF SOUL AND POSSIBILITY CONTROL，別名：Control）是龍之子製作公司製作的日本動畫作品。於2011年4月14日開始，在富士電視台的noitaminA第1時段放送，於2011年6月24日播放完畢，全11話。

## 概要
這是龍之子Production繼26年前的《燃燒的玫瑰》後再度與富士電視台合作的電視動畫。這部以金錢和未來為主題的原創動畫，起用了曾執導《物怪》、《空中鞦韆》的中村健治。

## 故事簡介
20XX年，日本正處於嚴重的巨額財政赤字，日本經濟可以說已經崩壞了。在處於終結的危機之中，出現一個名叫「Sovereign Wealth Fund」的政府系金融機構，憑著成功地運用政府的資金，讓政府奇蹟地實現財政的重建。
日本政府在主權財富基金的拯救下，脫離了財政崩潰的危機。另一方面，雖然經濟走出了谷底，但在期間國民的生活卻未完全改善，失業與犯罪案、自暴自棄者引發的無差別殺人事件等等行為，仍然非常猖獗，社會處於絕望中（因結婚率減少導致人口老化而感到絕望的人，逃避現實者、失蹤者及自殺者都急劇增加中）。
在某一天，就讀都內的經濟學部的大學生19歲青年「余賀公麿」的母親離世、父親失蹤的情況下，由舅母撫養成人。優異成績的他很想要有平穩過生活及期盼成為公務員的心願，直至某天，一個自稱「真坂木」的神祕男子出現在他面前，並詢問公麿「若抵押你的未來，借給你金錢，你將如何利用自身的才智去使用這筆錢？」並邀請他以他的未來作為抵押，看他是否好好憑他的才華使用那筆金錢。就這樣，公麿被帶到了一個稱為「金融街」的異世界。從此，公麿的世界便從這日起開始轉變了...
神祕男子借給公磨的錢是象徵信用卡，而公磨交出的未來就是借貸的成本，這應用了經濟學的成本(Cost)概念去展開故事...

## 登場人物

### 主要人物
余賀公麿（聲：內山昂輝）
男主角。19歲，就讀平成經濟大學經濟學系二年級。自少失去雙親（母親因病去世、父親則在小時候失蹤），曾寄宿於舅母家。上大學後靠著獎學金和兩份兼職，過著單身生活。由於自幼流離失所，夢想是成為收入穩定的公務員，過著平淡安穩的生活並擁有屬於自己的房子、幸福的家庭。對同學生田 羽奈日有好感，但認為自己沒錢配不上她。性格溫和內向、不太合群。
某日遇上神秘男子真坂木，並應他的邀請前往名為金融街的異世界，捲進了各式的事情中。。起初成為金融街的企業家後消極應戰，認同三國壯一郎及椋鳥公會減少金融街對現實世界的影響的志向，並在動畫第五集正式加入公會。隨著參與多場的戰鬥，開始對三國犧牲未來以保存現況的做法存疑。
是極少數會與Asset一起吃飯的企業家。隨著在金融街的戰鬥經驗越來越多，公麿開始思考Asset與企業家的關係，並得出Asset就是企業家的未來的結論。隨後開始為真朱而戰。
米達斯卡起初為普通卡，故事後段獲得黑卡。
真朱（聲：戶松遙）
與公麿搭檔的新人Asset。以攻擊性極高的經濟魔法幫助尚為新人的公麿獲得多場勝利。除了一頭紅髮外，外表與公麿父親的Asset慕兒極度相像。性格強勢、急躁、好奇心旺盛，起初對於優柔寡斷的公麿感到十分不耐煩。隨著與公麿相處日久，漸漸對他改觀，並對公麿有一定程度的好感。
名字來自印在公麿米達斯卡上的股票代號「MYSU」。本身Asset不進食人類的食物，但接觸到杯麵後便一試傾心。
根據動畫第八話公麿所看到的未來，真正身份是公麿未來的女兒。
中額經濟魔法「焦土政策（Scorched earth）」
巨額經濟魔法「經濟過熱（Overheated Economy）」
三國壯一郎（聲：細見大輔）
33歲，在日本經營多間公司，並大手購入日本政府發行的債券。現為政府底下的主權財富基金中日本投資企業的最高負責人，在各界都有相當強大的影響力。金融街椋鳥公會的創辦人，可説是金融街最有聲譽的企業家。
17歲時便從哈佛商學院畢業，有多重的博士學位及工商管理碩士學位。米達斯卡為黑卡。大學時期被父親指定為家族企業繼承人後，放棄成為搖滾音樂人的夢想。眼見父親只顧著穩住頻臨倒閉的公司聲譽，而拒絕讓重病臥床的妹妹貴子送到美國就醫，對父親深感失望。在萬念俱灰時應真坂木邀請成為金融街的企業家，透過金融街賺取的金錢收購了父親的公司。
透過其成立的椋鳥公會暗中控制米達斯貨幣在現實世界流通情況，目的是盡量減少消費未來對現實的影響，以守護現況為首要目標。認為公麿是少數不財迷心竅的企業家，並覺得他有潛質成為自己的繼承人。
在第十一話最終戰敗給公麿，失去Q後認為已失去戰鬥的意義，不願與公磨到公磨創造的「未來世界」。
Q（聲：後藤沙緒里）
三國的Asset之一。總是睡眼惺忪的樣子。其實戰鬥力極強，在壯一郎的另一Asset、奧羅拉的能力影響下才長時間保持睡得迷迷糊糊的模樣。喜歡將米達斯貨幣（Midas Money）當作零嘴來啃食。奧羅拉的能力解除後會展露出凶殘的本性。
第十一話中證實是三國的妹妹貴子。
中額經濟魔法「自相蠶食（Cannibalization）」
巨額經濟魔法「經濟封鎖（Economic Blockade）」
奧羅拉
三國的Asset之一。外表為雙眼緊閉的女子。平時會牽著Q的手以封印她的能力。
中額經濟魔法「睡美人（Sleeping Beauty）」
卡茲（聲：白川周作）
三國的另一個Asset，是壯一郎最常使用的資產。外觀是戴著狼型面具、穿著古式英國西裝的老人，使用魔法時面具會打開，底下是一個骷髏頭。擁有極強的戰鬥能力。
中額經濟魔法「白武士（WHITE KNIGHT）」
珍妮佛・佐藤（聲：淺野麻由美）
31歲。日裔美國人，女性，IMF 派駐於東京的特派員。好穿西服的吃貨。米達斯卡為金卡。戰鬥時刻意隱藏實力，故意小輸或小贏讓自己能持續地留在金融街。
接觸公麿後推斷三國打算任命公麿為椋鳥公會的繼承人。其後與公麿合作，意圖扭轉三國無限制運用米達斯貨幣所種下的後遺症。
在動畫第十話中被三國打敗而破產，輸掉了自己的"存在事實"而消失。在消失前把自己的Asset託付予公麿。似乎回到現實世界。
喬治
佐藤的Asset，外形是背後長著兩排角的銀白巨狼。
中額經濟魔法「員工收購（Employee Buy-Out）」
巨額經濟魔法「合併收購（Mergers & Acquisition）」

### 金融街
真坂木（聲：櫻井孝宏）
米達斯銀行營商部門的職員，遠東金融街的管理員。引導公麿投身金融街的神秘男子。神出鬼沒、言辭輕浮。每條金融街都有一名「真坂木」，但衣服顔色會因金融街而異常。結局時出現在公麿眼前，並告訴他只要尚有未來作為擔保，金融街便會永存不朽。
井種田克己（聲：三矢雄二）
往來現實世界跟異世界金融街的專屬車司機。常念著不景氣的事情。

### 椋鳥公會
堀井一郎（聲：高橋直純）
椋鳥公會幹部之一，外表是看起來有點神經質的男子，視金融街的戰鬥為遊戲，戰鬥實力在遠東金融街僅次於三國。身體靈活，能很好的執行計畫。米達斯卡為白金卡。
動畫第十話被公麿以巨額經濟魔法擊中而破產消失。
格薩（聲：宮健一）
堀井的Asset，銀白色的超現代機械式外觀，可以單獨作戰，發動經濟魔法時則會裝備在企業家身上進行協同作戰。
中額經濟魔法「內部交易（Insider）」
進藤基
椋鳥公會幹部之一，留著龐克頭的中年大叔，性格沉默寡言。對三國忠心耿耿。認為公麿對金錢過於遲鈍，而對三國如此看重公麿感到詫異。米達斯卡為白金卡。
貝爾（聲：儀武祐子）
進藤的Asset，童顏巨乳的少女，發動經濟魔法時會從身體裡伸出槍管。
中額經濟魔法「亡靈扳機（Dead Man's Trigger）」
石動桐人
椋鳥公會幹事，負責管理會費收入及開支。表面上為日本經濟研究中心的首席經濟研究員。其後與佐藤串通，打算侵吞公會抵抗「C」連鎖反應的資金，並被早已預見他背叛的進藤阻止。

### 其他企業家
宣野座 功（聲：柿原徹也）
非營利機構的法人代表，知名慈善家，靠著在金融街贏得的雄厚資產推行慈善工作。金融街的常勝者，在與公麿Deal之前只輸過一場（被三國擊敗）。與公麿進行Deal之前，直接問他是否願意終止戰鬥，並願意替公麿支付停戰所需的一半資產。但公麿被三國的信念所說服而拒絕。結果公麿獲勝後，宣野座損失大量資產，也導致大量受助人的未來被改變。
他的信念「要是未來沒有希望，那麼現在就也沒有存在的意義了」成為了讓公麿在日後對金融街態度轉變的關鍵。
卡流馬 (カリュマ)
外型是一隻富有宗教色彩的大鳥，能發出天罰般的雷擊。
中額經濟魔法「 天使投資 (Angel) 」
竹田崎 重臣（聲：菊池正美）
滿口金牙的情報商，經常帶著相機蒐集企業家的情報，情報費最低為100萬元。從來不參加戰鬥，寧願支付一半的資產。不只是金融街，連現實經濟的情報也有涉獵。
起初與三國關係密切，其後與三國斷交並改為與佐藤合作阻止三國。透過直升機撒錢的方式將大量米達斯貨幣投放在現實世界，導致惡性通貨膨脹並使日圓大幅貶值，連帶米達斯貨幣的幣值也接近零。結果策略成功迫使遠東金融街進入市場封鎖而避過第二波的「C」。米達斯卡為白金卡。

### 其他人物
生田 羽奈日（聲：牧野由依）
公麿的大學同班同學，相當關心公麿。公麿對她抱持好感，但本人只當公麿是朋友。男友是有錢人家的少爺。志向是成為老師，本身在母校進行實習，卻受到東南亞金融街崩潰的連鎖效應影響而鬥志全失。
三國 貴子（聲：後藤沙緒里）
壯一郎的妹妹，在多年前因為重症沒有及時接受治療而陷入半永久性的昏迷狀態，成為壯一郎與父親絕裂的導火線。
三國 匡文（聲：內田直哉）
壯一郎的父親，把錢視為比任何事情都重要。

## 用語

### 金融街相關
金融街
與現實分離的異空間，企業家可在此使用米達斯貨幣和Asset進行戰鬥以增進自己的資產。天空為七彩顔色，也有類似居酒屋的餐飲設施。時間的流動也與現實世界分離。
除了日本之外，世界上還存在著其他九條金融街。
遠東金融街
存在於日本的金融街名稱。現實中的範本是存在於東京都中央區的地名「兜町」，指以東京證券交易所為中心，集中了眾多證券公司與銀行的地區。
東南亞金融街
存在於新加坡的金融街，第九話徹底崩潰後，所在地的新加坡也連帶著消失了。
南美金融街
因為雷曼衝擊而崩潰的金融街。隨著金融街崩潰，存在於當時尚為陸地的加勒比海的虛構國家「加勒比共和國」也一同消失。
北美金融街
存在於美國的金融街，有著許多優秀的企業家，於第十話成功將連鎖反應「C」反彈回日本（遠東金融街）。
香港金融街
存在於香港的金融街，因東南亞金融街崩潰而受影響。
「Ｃ」
Entrepreneur們將此一現象以Calamity（災難）、Catastrophe（浩劫）、Chaos（混沌）、Clash（衝突）、Crisis（危機）、Collapse（崩潰）等字首為名，稱之為『Ｃ』，指金融街崩潰後所產生的震波，會強力影響其他仍在運作的金融街，造成損失的同時也會影響到現實世界的情況，距離越近影響越大。
企業家（Entrepreneur）
金融街的基本組成，每名企業家每週最少須參加一場戰鬥（交易）。
企業家是以自己的未來為擔保向達米斯銀行借款進行戰鬥（交易），贏家就可以獲得大筆金錢，輸家損失金錢的同時就會一點一點的失去自己的未來。
當失敗而損失的金錢超出擔保就會宣告破產，破產的後果要看企業家總共輸掉多少，輕微可能是失去一些重要之物（除了本人，其他人都會忘記有過這些人、事、物），甚至失去自己『存在事實』而亡。反過來說，擁有越多的金錢就越能確保自己的未來，三國就是個典型。
企業家由米達斯銀行進行挑選，似乎有一定的規則，不過偶爾也會出現像公磨這樣的完全新手。此外，金融街可容納的總人數有一定的上限，有人退出才會有新人加入。除非破產，否則企業家加入金融街後無法主動退出。
企業家只有在來往現實與金融街的通行時會消耗時間，在金融街不管待多久對現實世界來說都只是一瞬間，所以並不影響日常生活。
米達斯銀行
金融街的掌控者，正式名稱為Bank of Midas，是創造出金融街、開發出米達斯貨幣的超常怪異銀行。
目的與經營理念等完全不明。一說是米達斯銀行在人類產生貨幣概念時即已存在，對意大利文藝復興時期的美第奇家族的躍進與希特勒的抬頭均有關係。
米達斯貨幣
米達斯銀行發行的貨幣，通稱黑錢，金融街的專用貨幣，在因為某些原因也有在現實世界流通。
外觀類似符紙，黑底黑紋、中間用金色的漢字寫著面額（如：金壹仟元、金拾萬元...等）。
流通在現實世界的黑錢只有Entrepreneur分的出來，普通人看來就跟一般的的錢一樣。
Entrepreneur之間會以「巧克力」作為隱語來稱呼米達斯貨幣。
米達斯卡
米達斯銀行發行給Entrepreneur的憑證，外觀是黑色的銀行卡，包括Deal（交易）在內，企業家在金融街內的各類行動都需要靠它。
在現實世界時，Asset是無法出現的，不過Entrepreneur可以透過米達斯卡與Asset通話。
在金融街內的獲利也可以藉由米達斯卡在現實世界提領出來。
根據Entrepreneur的等級可分為「普通卡（Normal）」、「金卡（Gold）」、「白金卡（Platina）」和「黑卡（Darkness）」等四種。
銀行員
米達斯銀行的行員，收取人們作為擔保的未來，與Entrepreneur締結契約並給予米達斯貨幣、米達斯卡、資產，使企業家能在金融街進行交易。
可以窺視客戶的內心並做出誘勸，同時也有同時在不同地點被多人目擊的紀錄，是超越物理法則的存在。
出租車
Entrepreneur來往金融街與現實世界的手段，米達斯銀行專屬的出租車，一次的車資是666元。
跟其他米達斯銀行的所屬物一樣，可以做出穿越牆壁與其他超越物理法則的事情。
米達斯銀行廣場
金融街的中心，在此可確認股價與總資產、指名對戰對手等，是進行各種情報交換的場所。
門
漂浮在金融街各處的大量畫框狀物體。擁有映照出卡中資產的樣子以及轉播交易等機能。

### 交易相關
資產（Asset）
Entrepreneur初入金融街時米達斯銀行會贈與一個，是進行戰鬥的主要媒介。
型態各異，有人型、動物、人工物等多種外形。擁有角為設計上的共通點。
據真坂木所言，Asset的外觀是Entrepreneur未來的體現。
股票（Stock）
每一個Asset必定與股票相關、類似於Asset的靈魂，一個Asset有十股股票。
股票擁有獲得Asset的支配權以及股息的授受等機能，是Entrepreneur在金融街生存的重要要素之一。
擁有強大的能力、或是勝率良好的Entrepreneur所持有的Asset的股價也越高。
進行Deal時可以賣出股票換取更多的資金，最多可以賣出九股。
交易（Deal）
金融街的決鬥方式，付出成本發出攻擊，擊中的話就會產生利潤，反之，被攻擊者被擊中的話會損失一定數量的金錢。一次交易的時間限制在11分6秒，即666秒。
一周內最少要進行一次交易(強制性)，最多則無上限。另外，只要投入自己一半的資產給銀行就可避過該次的交易。
防禦（Guard）
Asset在未接受企業家投資的情況下也能使用的能力。能夠防禦大部份正面攻擊，但無法完全防禦側面攻擊以及強力（小額以上）的經濟魔法。
直接投資（DIRECT）
由Entrepreneur本身發出的攻擊，外觀上為劍的形狀，被擊中的話會受到龐大的損失。
不過，發動Direct的Entrepreneur本身也等於暴露在敵方的攻擊範圍之內，有可能受到敵方的正面攻擊，因此Direct可是說是高風險高報酬的投資。
劍的長度與消耗成本成正比。
經濟魔法（Flation）
企業家對資產投資後，資產所發動的攻擊就稱為「經濟魔法」。
經濟魔法可以是單純的破壞魔法，也可以輔助Entrepreneur、迷惑敵人等，擁有各種效果。
根據投資金額的不同，經濟魔法可以分為「小額（Micro）」「中額（Mezzo）」和「巨額（Macro）」三種。
小額（Micro）
花費以10萬元起跳，使用起來最為方便的經濟魔法。
雖然有屬性上的不同（例如火與冰），但無論哪個Asset都是物理攻擊的經濟魔法，可以做出像是「投資100萬元，做出10萬元5次及50萬元1次的攻擊」這樣細微的指令，或是交由Asset自行判定要投資多少金額（可由資產的角有無發光來判斷是否已經入帳），仔細研究的話可做出豐富的戰術規劃。
中額（Mezzo）
花費以100萬元起跳，每個Asset固有的經濟魔法。
從強力的攻擊魔法、迷惑對手、反射攻擊、預測動向等類型都有，種類非常繁多且不同，通常做為最後一擊使用，但也有在交易初期就使用效果會比較顯著的中額經濟魔法。
焦土作戰
真朱的中額經濟魔法。彌補真朱耐力不如其他Asset的缺點，非常強力的範圍攻擊魔法。
原為軍事用語，在商業上指的是被視為併購目標的公司大量出售公司資產，或者破壞公司的特性，以挫敗敵意收購人的收購意圖。
EBO
喬治的中額經濟魔法。可以製造出大片的煙霧擾亂對手，同時把自己變成佐藤的樣子引誘對手攻擊。
原指一個公司中大部份或所有的員工結合在一起，以共同營運（Co-operate）或是運用員工持股計劃（Employee Stock Ownership Plan，ESOP）的模式將公司50%以上的股份買下，從而取得所在公司的控制權的行為。
白馬騎士
卡茲的中額經濟魔法。能召喚出Entrepreneur所持有的其他Asset，進行雙重攻擊。
原指在敵意併購發生時，被視為併購目標公司的友好人士或公司作為第三方出面來解救目標公司、驅逐敵意收購者。
內部交易
格薩的中額經濟魔法。在魔法效果發動期間，能夠能夠完全預測對手的行動。但所需成本過高，需要頻繁充值。
本指在證券市場的交易當中，公司職員及管理者等有權限瀏覽帳簿的人，利用其職位之便獲得未公開的重要內部情報，以此進行相關股票的不正當交易。這種行為在所有國家都是被禁止的。
亡靈扳機
貝爾的中額經濟魔法。反射型的魔法，身為主人的企業家受到的傷害越大，「亡靈扳機」的貫穿力與傷害也越強。另外，企業家也可以自行控制傷害輸出。
原指在遇到收購時，目標公司反過來收購發動襲擊的公司。與「反射防禦（Pacman Defense）」同義。
自相蠶食
Q的中額經濟魔法，發動時會吞噬一定範圍的空間，並將踏入此範圍的Asset吞噬還原成米達斯貨幣，增加Entrepreneur的資產總額。
原指一項新投資會減少本公司已有其他產品或服務的客戶、收入或市場份額，或是一些公司（特別是零售連鎖公司）在地理位置相近的地方開了兩家以上的連鎖店。
通常來說，在對新項目的評估中，其估計的投資收益必須刨除由Cannibalization造成的損失。
天使投資者
卡流馬的中額經濟魔法，可以放出強力的雷擊。
原指提供創業資金以換取可轉換債券或所有者權益的富裕個人投資者。
巨額（Macro）
花費以1000萬元起跳經濟魔法，最難以使用的經濟魔法。
比中額更複雜，通常使用了之後效果沒辦法迅速出現，很難達到收支平衡，但偶爾也有擁有容易使用的巨額魔法的Asset。
使用後會對asset造成很大的負擔。
經濟過熱
真朱的巨額經濟魔法。發動後從天空召來一道極強大的天火，以火焰覆蓋廣泛的範圍，燃盡一切。
威力和範圍都在「焦土作戰（Scorched Earth）」的數倍以上。需要巨額成本並且會對真朱自身造成重負，因此不能連發。
原指市場供給發展的速度與市場需求發展速度不成比例的現象。當資本增長速度超過市場實際所需要的週期量後，在一定週期階段內就出現相應的市場資源短缺與一定資源的過剩同時出現的矛盾現象，一定時期其會表現為經濟高速發展與物價指數飆高的雙高現象。
合併收購
喬治的巨額經濟魔法，在交易中能完全奪取敵人Asset的支配權，但使用次數有限。
需要花費大量成本，且對喬治自身也會造成重負，因此會限制喬治的行動。
現實世界中即指企業併購，包括兼併和收購兩層含義。企業之間的兼併與收購行為，是企業法人在平等自願、等價有償基礎上，以一定的經濟方式取得其他法人產權的行為，是企業進行資本運作和經營的一種主要形式。國際上習慣將兼併和收購合在一起使用，簡稱為M&A。
經濟封鎖
Q的巨額經濟魔法，發動時會凍結敵方Entrepreneur與Asset的一切行動，甚至連已發動的經濟魔法都會停止。
原指封鎖貿易及任何買賣交易行為，將一切經濟活動限制住的政策。
通常是經濟大國對其他國家的主要限制手段，也是代替戰爭的有效打擊手段之一。
商業模式
指一個Entrepreneur藉由固定的戰鬥方式持續性地取得Deal的勝利。
原是指一個完整的產品、服務和信息流體系，包括每一個參與者和其在當中起到的作用，以及每一個參與者的潛在利益和相應的收益來源和方式。簡言之，就是公司賺錢的途徑和方式。
交易的勝敗與報酬
交易勝敗有兩種決定方式，分別是「資本增加率」以及「破產」，不同的獲勝方式報酬也會不同。
- 破產：在交易結束之前，迫使對手的總資本額變為0或以下，此時對手在交易中的消費額、剩餘的資金以及股份(即 Asset 的所有權)都會歸勝者所有。

- 資本增加率：即「( 後期資本 - 前期資本 ) / 前期資本」在交易時間結束時比較雙方的資本增加率，較高的人為勝者，此時獲得報酬僅只有對手在交易中的消費額而已。

### 其他用語
椋鳥公會
三國壯一郎所成立並率領的巨型公會，超過三分之一的遠東金融街企業家均為該公會會員。會員需要按擁有的資產數目呈交會費。成立宗旨是要改變金融街的體制，將金融街對現世的影響降到最低程度。救助破產者，使會員之間進行相互扶助的交易，以及指導會員在指數基金中的資產運用。
其實際運作情況目暫皆為不明，不過可以確定在現實世界也擁有極大的影響力。
平成經濟大學（へいせいけいざいだいがく）
公麿就讀的大學，就公麿的話來說就是一所「不好不壞」的大學。
Zeven‧24
公麿打工的第一家便利商店，以擁有全日本最多店舖為傲。
OH!MART
公麿打工的第二家便利商店，有賣種類豐富的熱食。
直升機撒錢
直升機撒錢如同字面上的意思，就像用直升機直接灑錢到城市裡一樣，經濟不景氣的話就開始印錢並將其直接分發到國民手中，以此刺激經濟的一種對策。
前任FRB（美國聯邦儲備銀行）主席的本·伯南克就是這種對策的強力支持者。

## 製作人員
- 監督 - 中村健治
- 系列構成 - 高木登
- 人物設計 - mebae
- 總作畫監督、特技監督 - 橋本敬史
- CGI監督 - Satou Youzo
- 美術監督 - 西俊樹
- 美術設定 - 谷内優穂
- 攝影監督 - 高橋賢司
- 編輯 - 西山茂
- 音樂 - 岩崎琢
- 音響監督 - 長崎行男
- 音響製作 - Milestone音樂出版
- 主要製作人 - 山本幸治
- 製作人 - 依田健、小中大典、木村誠
- 動畫製作人 - 溝渕康人
- 執行製作人- 金苗将宏、星野達也
- 動畫製作 - 龍之子製作公司
- 制作 - 「C」製作委員会（富士電視台、東寶、龍之子製作公司、日本索尼音樂娛樂、電通）

## 主題曲
片頭曲「マトリョーシカ」
作詞 : 光村龍哉
作曲 : 坂倉心悟
編曲 :NICO Touches the Walls 、Words produce:淳治
歌 : NICO Touches the Walls
CD發售日：2011年4月6日
片尾曲「RPG」
作詞 : 內村友美、江口亮
作曲 : School Food Punishment、江口亮
編曲 : 江口亮
歌 : School Food Punishment
CD發售日：2011年5月11日
插入曲「Time capsule/High Heel Shoes In Pink」
作詞 : かの香織
作曲‧編詞 : 岩崎 琢
歌 : 伊集加代子

## 各話列表
| 話數 | 日文標題         | 中文標題 | 腳本            | 分鏡                                         | 演出                       | 作畫監督                                                  | 總作畫監督 特技監督 |
| ---- | ---------------- | -------- | --------------- | -------------------------------------------- | -------------------------- | --------------------------------------------------------- | ------------------- |
| #1   | complication（） | 複雜     | 高木登          | 中村健治 地岡公俊                            | 柳屋圭宏                   | 武藤和浩                                                  | 橋本敬史            |
| #2   | coincidence（暗合）  | 巧合     | 高木登          | 松尾慎                                       | 土屋康郎                   | 羽野廣範 齊藤和也 伊籐真奈美 岡部實（輔佐）               | 橋本敬史            |
| #3   | conspiracy（陰謀）   | 陰謀     | 高木登          | 松尾慎 地岡公俊                              | 政木伸一                   | 菱沼祐樹 橫田和彥（輔佐） 近藤高光（輔佐） 岡部實（輔佐） | 橋本敬史            |
| #4   | conversion（）   | 轉換     | 高木登          | 寺東克己                                     | 大野和壽                   | 渡邊奈月 中谷友紀子                                       | 橋本敬史            |
| #5   | cultivation（）  | 修練     | 杉原研二        | 仁賈綠朗                                     | 柳瀨雄之                   | Kim,yong-sik、Lee,min-bae                                 | 橋本敬史            |
| #6   | conflict（葛藤）     | 葛藤     | 大西信介        | 小林寬                                       | 小林寬                     | 工原しげき 中野りょうこ 伊藤良太                          | 橋本敬史            |
| #7   | composition（）  | 組成     | 高木登          | 數井浩子                                     | 土屋康郎                   | 江古田とまり 都竹隆治 田中直樹 安藤善信 城前龍治          | 橋本敬史            |
| #8   | confidence（信用）   | 信譽     | 杉原研二        | 木村延景                                     | 木村延景                   | 菱沼祐樹 武藤和浩                                         | 橋本敬史            |
| #9   | collapse（破綻）     | 破綻     | 大西信介        | 大塚雅彥                                     | 鈴木清崇                   | 田中直樹 中谷友紀子                                       | 橋本敬史            |
| #10  | collision（）    | 衝突     | 杉原研二 石川學 | 仁賈綠朗                                     | 政木伸一 末田宜史 松尾愼   | Kim.Yong-Sik、Lee.Min-Bae                                 | 橋本敬史            |
| #11  | control（未来）      | 未來     | 高木登          | 地岡公俊 松尾慎 羽多野浩平 柳屋圭宏 中村健治 | 柳屋圭宏 大野和壽 中村健治 | 橋本敬史 石原惠治 渡邊奈月                                | 橋本敬史            |

## 播放電視台
日本深夜動畫：下文記載的日本国内播放時間使用日本標準時間（UTC+9）表示。因為部分時間标识會採用30小时制，因此請留意这类超过24:00的时间，其實際播放時間為翌日清晨。
| 播放地區 | 播放電視台   | 播放日期                     | 播放時間            | 聯播網     | 備註                                     |
| -------- | ------------ | ---------------------------- | ------------------- | ---------- | ---------------------------------------- |
| 關東地區 | 富士電視台   | 2011年4月14日－6月23日       | 星期四 24:45－25:15 | 富士電視網 | noitaminA第1部                           |
| 近畿地區 | 關西電視台   | 2011年4月19日－6月28日       | 星期二 25:58－26:28 | 富士電視網 |                                          |
| 中京地區 | 東海電視台   | 2011年4月21日－6月30日       | 星期四 26:05－26:35 | 富士電視網 |                                          |
| 山形縣   | 櫻桃電視台   | 2011年4月30日－7月9日        | 星期六 25:05－25:35 | 富士電視網 |                                          |
| 日本全國 | BS富士       | 2011年5月21日－7月30日       | 星期六 25:30－26:00 | 衛星電視   | noitaminA第1部                           |
| 日本全國 | 富士電視TWO  | 2012年3月3日－5月26日        | 星期六 24:30－25:00 | 衛星電視   |                                          |
| 臺灣     | MY 101綜合台 | 2014年12月28日－2015年2月8日 | 星期日 10:30－11:00 |            | 1月11日 10:00－11:00 2月8日 10:30－11:00 |

## 外部連結
- C OFFICIAL SITE官方網頁（日語）